# USS Gridley (DDG-101)
O USS Gridley (DDG-101) é um navio de guerra da Marinha dos Estados Unidos. O contratorpedeiro da classe Arleigh Burke, é o 51º navio de sua classe e tem como seu porto a Base Naval de San Diego, a maior base da Marinha dos Estados Unidos na costa oeste . 

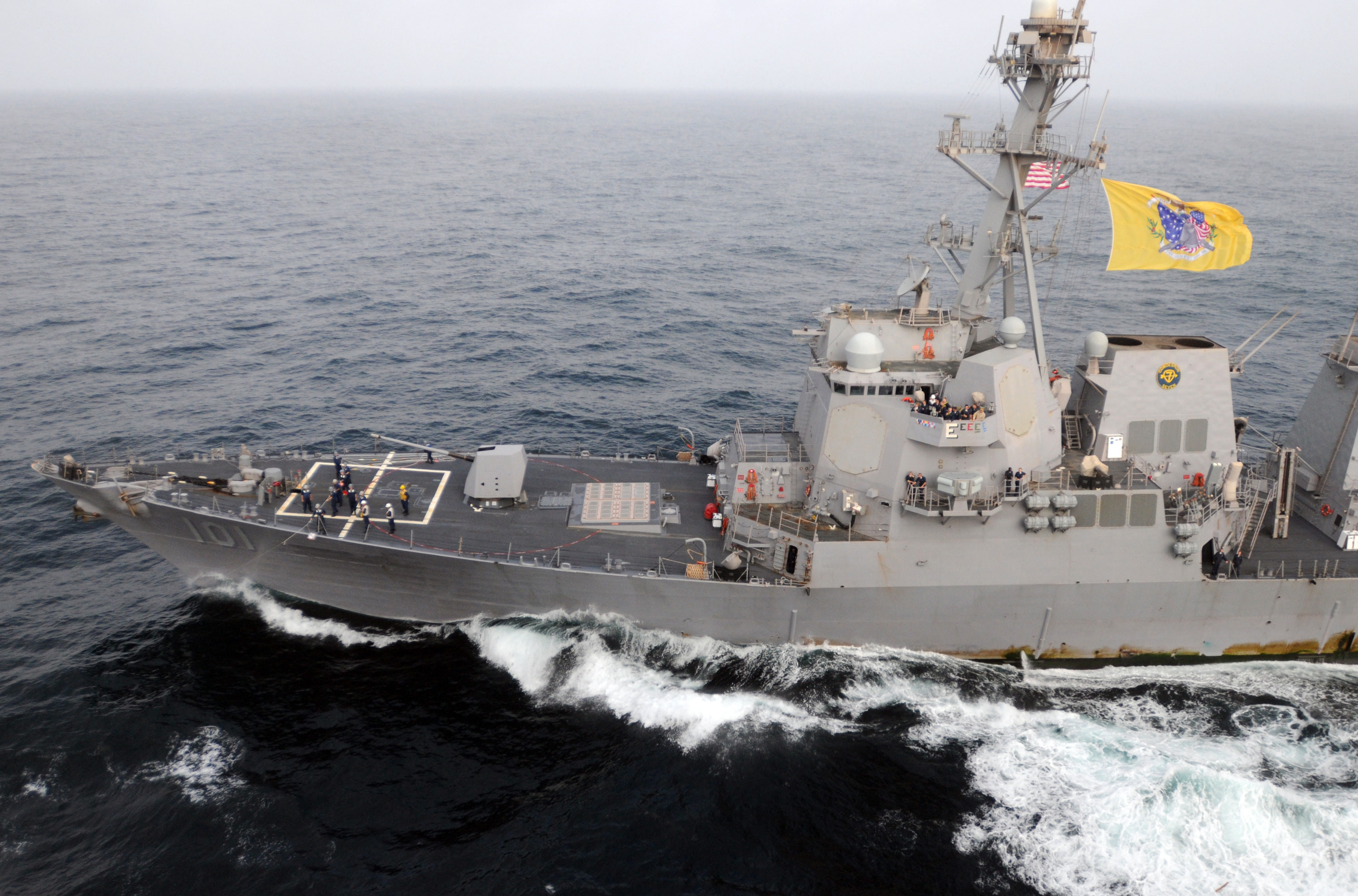
USS Gridley (DDG-101) protegendo o USS Ronald Reagan (CVN-76) durante um abastecimento no Golfo de Omã.

O contratorpedeiro navega com o lema Ignis ubi Paratus (Atire quando estiver pronto). 
Charles Vernon Gridley (1844-1898) foi um oficial da Marinha dos Estados Unidos combatente na Guerra Civil Americana e na Guerra Hispano-Americana. Quatro navios norte-americanos foram nomeados USS Gridley em honra ao comandante Charles Vernon Gridley.
- Gridley (DD-92), foi um contratorpedeiro, lançado em 1918, que foi descomissionado em 1922, e desmontado em 1937.
- Gridley (DD-380), foi o navio lider de sua classe de contratorpedeiros. A embarcação foi lançada em 1936 e atingiu e tirada de serviço em 1947.
- Gridley (DLG-21), foi uma fragata de mísseis guiados, lançada em 1961 e colocada fora de serviço em 1994. Em 1975, (DLG-21) foi redesignado como (CG-21).[9]
- Gridley (DDG-101), em operação.